# Lægekvæsurt
Lægekvæsurt (Sanguisorba officinalis), også skrevet Læge-Kvæsurt, er en 60-90 cm høj urt, der i Danmark vokser meget sjældent i enge og moser. Den findes i øvrigt forvildet fra dyrkning.

## Beskrivelse
Lægekvæsurt er en flerårig urt med en løs og åben, opstigende vækstform. Stænglerne er bladløse og spredt forgrenede, og de er furede og lysegrønne. Bladene danner en grundstillet roset, og hvert blad er uligefinnet med smalt ægformede småblade, der har tandet rand. Oversiden er blank og mørkegrøn, mens undersiden er lyst grågrøn.
Blomstringen sker i juni-august, hvor man finder blomsterne samlet i endestillede, ovale aks. De enkelte blomster er 4-tallige med et enkelt sæt mørkt brunrøde blosterblade. Frugterne er små nødder.
Rodnettet består af en vandret krybende jordstængel, som bærer trævlede rødder.
Højde x bredde og årlig tilvækst: 0,75 x 0,75 m (75 x 75 cm/år).

## Voksested
Lægekvæsurt er hjemmehørende i Iran, Centralasien, Østasien, Nordamerika og Europa, herunder i Danmark, hvor den muligvis er naturligt forekommende i Jylland. I øvrigt er arten naturaliseret mange steder uden for det oprindelige udbredelsesområde. Den er knyttet til lysåbne enge og moseområder med en jordbund, der har et lavt indhold af mineralsk næring.
I karstområdet Drežnica på sydøstsiden af Velika Kapela-massivet findes arten sammen med bl.a. alm. fredløs, kattehale, alm. mjødurt, blåtop, gul frøstjerne, kærpadderok, lægebaldrian, sumpkællingetand og sumpsnerre
| Portal | Portal:Botanik |

## Note
1. ↑  Nada Hulina: Flora i vegetacija drežničkog polja (kroatisk)